# Уилсън Паласиос
Уилсън Роберто Паласиос Суасо (собственото име на английски, другите на испански: Wilson Roberto Palacios Suazo) е професионален футболист от Хондурас, играч на английския Тотнъм. Играе на поста централен полузащитник.

## Кариера
Роден е в Ла Сейба и заедно с четримата си братя започва да тренира в местния футболен отбор Виктория. През 2000 преминава в най-титулувания хондураски отбор Олимпия, където в следващите 7 години изиграва 102 мача и отбелязва 32 гола.
Европа
След като печели всичко възможно в родината си и става най-голямата звезда на първенството Паласиос си опитва късмета в Европа. През лятото на 2007 заминава за Сърбия, където прекарва лятната подготовка с Цървена звезда и въпреки че оставя отлични впечатления до договор не се стига заради невъзможността на сърбите да платят исканата трансферна сума. Така Паласиос се озовава в
Бирмингам Сити под наем. Поради лични проблеми (по-малкият му брат е отвлечен в Хондурас за откуп) обаче често отсъства и не успява да се наложи в състава.
През януари 2008 преминава в Уигън Атлетик. За клуба от Северозападна Англия изиграва 37 мача и се превръща в един от основните футболисти. Скоро влиза в полезрението на големите отбори и година по-късно през януари 2009 преминава в лондонския Тотнъм срещу трансферна сума от 12 милиона £. Бележи първият си гол във Висшата лига през август 2009 срещу Хъл Сити.

## Семейство
На 30 октомври 2007, по-малкият му брат Едуин е отвлечен, малко след трансфера на Уилсън в Бирмингам Сити. Поискан е откуп от 125 000 £, който семейството плаща, но Едуин не е върнат.
На 8 май 2009 властите в Хондурас съобщават, че след самопризнания на задържани гангстери е получена информация за отвличането. Тялото на Едуин Паласиос е намерено в департамента Ел Параисо. Извършеният по-късно ДНК анализ потвърждава самоличността на жертвата.